# Гептафторопротактинат(V) калия
Гептафторопротактинат(V) калия — неорганическое соединение,
двойная соль протактиния, калия и плавиковой кислоты
с формулой K2PaF7,
белые кристаллы.

## Получение
- Добавление фторида калия к раствору фторида протактиния(V) в концентрированной плавиковой кислоте:

{\displaystyle {\mathsf {PaF_{5}+2KF\ {\xrightarrow {HF}}\ K_{2}PaF_{7}\downarrow }}}

## Физические свойства
Гептафторопротактинат(V) калия образует белые кристаллы
моноклинной сингонии,
пространственная группа C 2/c,
параметры ячейки a = 1,3760 нм, b = 0,6742 нм, c = 0,8145 нм, β = 125,17°, Z = 4
.
Растворяется в разбавленных плавиковой и азотной кислотах,
не растворяется в ацетоне и других неполярных органических растворителях.

## Химические свойства
- Разлагается растворами аммиака:

{\displaystyle {\mathsf {K_{2}PaF_{7}+5NH_{3}\cdot H_{2}O\ {\xrightarrow {}}\ Pa(OH)_{5}\downarrow +2KF+5NH_{4}F+5H_{2}O}}}

## Применение
- Применяется в препаративной и аналитической химии протактиния.